# Velopark de Nova Santa Rita
El Velopark es un centro de deportes de motor inaugurado en 2008, ubicado en la ciudad de Nova Santa Rita, Río Grande del Sur, Brasil. Fue diseñado para tener varios diseños para que pudiera acomodar una amplia variedad de vehículos, como karts, dragsters, monoplazas y autos de turismo.
El Velopark consta de un hipódromo principal, una recta para dragsters y tres pistas de karts, incluido un óvalo, el único hecho para karts en Sudamérica.

## Trazado
El trazado se compone de once curvas y dos largas rectas, con una longitud total de 2,278 kilómetros (1,415 mí).
Su primera carrera oficial se realizó en mayo de 2010 para el Stock Car Brasil. Fue ganada por Ricardo Maurício. Esta pista tiene nueve curvas y tres sectores con dos zonas DRS. El circuito también fue sede de la Fórmula 3 Brasil.

## Récords
A julio de 2022, los récords oficiales de vuelta más rápida en el Velopark se enumeran como:
| Categoría                           | Tiempo                              | Piloto                              | Vehículo                            | Evento                                                   |
| Circuito completo: 2,278 km (2010-) | Circuito completo: 2,278 km (2010-) | Circuito completo: 2,278 km (2010-) | Circuito completo: 2,278 km (2010-) | Circuito completo: 2,278 km (2010-)                      |
| ----------------------------------- | ----------------------------------- | ----------------------------------- | ----------------------------------- | -------------------------------------------------------- |
| Fórmula 3                           | 0:48.668                            | Pedro Piquet                        | Dallara F309                        | Ronda de Velopark de Fórmula 3 Brasil 2015               |
| Copa Porsche Carrera                | 0:52.943                            | Miguel Paludo                       | Porsche 911 (997 II) GT3 Copa S     | Ronda de Velopark de la Copa Porsche Carrera 2010        |
| GT3                                 | 0:52.958                            | Allam Khodair                       | Lamborghini Gallardo LP600+ GT3     | Ronda de Velopark del Campeonato Sudamericano de GT 2013 |
| Stock Car Brasil                    | 0:53.931                            | Thiago Camilo                       | Chevrolet Cruze Stock Car           | Ronda de Velopark de 2019                                |
| Stock Series                        | 0:57.715                            | Arthur Leist                        | Chevrolet Cruze JL-G12              | Ronda de Velopark de Stock Series 2022                   |
| GT4                                 | 0:58.030                            | Alan Hellmeister                    | Aston Martin V8 Vantage GT4         | Ronda de Velopark de GT Brasil 2011                      |
| Trofeo Maserati                     | 1:03.189                            | Renan Guerra                        | Maserati Coupé/Spyder               | Ronda de Velopark de GT Brasil 2010                      |
| Carreras de camiones                | 1:09.961                            | Djalma Fogaça                       | Ford Motor Company                  | Ronda de Velopark de Fórmula Truck 2015                  |